# Малиновка (Столпнянский сельсовет)
Малиновка (бел. Малінаўка) — бывшая деревня в Столпнянском сельсовете Рогачёвского района Гомельской области Белоруссии. Упразднена 21 февраля 2012 года.

## География

### Расположение
В 45 км на юго-восток от Рогачёва, в 12 км от железнодорожной станции Салтановка (на линии Гомель — Жлобин), 62 км от Гомеля.

## Транспортная сеть
Транспортные связи по просёлочной дороге, затем по шоссе Гомель — Довск. Планировка состоит из короткой прямолинейной улицы, ориентированной с юго-востока на северо-запад и застроенной деревянными усадьбами.

## История
Основана в начале 1920-х годов переселенцами из соседних деревень на бывших помещичьих землях. В 1930 году жители вступили в колхоз. Во время Великой Отечественной войны 18 жителей погибли на фронте. Согласно переписи 1959 года в составе колхоза «Светлый путь» (центр — деревня Столпня).

## Население

### Численность
- 2004 год — 7 хозяйств, 11 жителей.

### Динамика
- 1959 год — 109 жителей (согласно переписи).
- 2004 год — 7 хозяйств, 11 жителей.